# Linia kolejowa Miejska Górka – Pakosław
Linia kolejowa Miejska Górka – Pakosław – rozebrana linia kolejowa o długości 9,127 km, dawniej łącząca stację Miejska Górka ze stacją Pakosław. Linia posiadała dawniej numer 390.

## Opis linii
- Sposób wykorzystania: rozebrana
- Elektryfikacja:
  - niezelektryfikowana
- Szerokość toru: normalnotorowa
- Przeznaczenie linii: 
  - pasażersko-towarowa

## Historia linii
- 17 maja 1898 - Otwarcie linii
- 1 stycznia 1979 - Zamknięcie linii dla ruchu pasażerskiego
- 1 stycznia 1987 - Zamknięcie linii dla ruchu towarowego
- 1 stycznia 1990 - Rozebranie linii